# Кульчин (Мазовецьке воєводство)
Кульчин (пол. Kulczyn) — село в Польщі, у гміні Пшиленк Зволенського повіту Мазовецького воєводства.
Населення — 110 осіб (2011).
У 1975-1998 роках село належало до Радомського воєводства.

## Демографія
Демографічна структура станом на 31 березня 2011 року:
|          | Загалом | Допрацездатний вік | Працездатний вік | Постпрацездатний вік |
| -------- | ------- | ------------------ | ---------------- | -------------------- |
| Чоловіки | 61      | 13                 | 40               | 8                    |
| Жінки    | 49      | 8                  | 30               | 11                   |
| Разом    | 110     | 21                 | 70               | 19                   |